# Sobrefusão

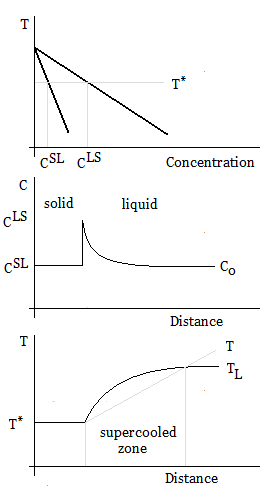
Sobrefusão ou sobrerresfriamento, diagrama de fases, concentração e temperatura.

A  sobrefusão ou o sobrerresfriamento consiste em resfriar um líquido abaixo do seu ponto de fusão sem que ele passe para o estado sólido.
Ele é explicado admitindo que o líquido sobrefundido se encontre em um estado de equilíbrio dito metaestável (instável). Esta explicação é justificada pelo fato de qualquer perturbação produz a solidificação do líquido sobrefundido. Quando colocamos, em um líquido sobrefundido, um pequeno cristal da substância, este serve de núcleo e provoca a solidificação de toda a substância. Uma perturbação mecânica (por exemplo, agitação) num líquido sobrefundido também pode provocar a solidificação. Quando um líquido sobrefundido se solidifica, a sua temperatura aumenta até atingir a temperatura de solidificação.
Experimentos de sobrefusão podem ser facilmente realizados com tiossulfato de sódio (Na2S2O3). Esta substância se apresenta como um cristal de aparência semelhante ao gelo, fundido a cerca de 47 graus Celsius. Se o tiossulfato for fundido é depois lentamente resfriado, pode-se observar o estado sobrefundido até temperaturas bem inferiores a do seu ponto de fusão.